# 索托里瓦斯
索托里瓦斯，是西班牙卡斯蒂利亚-拉曼恰昆卡省的一个市镇。总面积149平方公里，总人口955人（2001年），人口密度6人/平方公里。